# 스와티 레디
스와티 레디(Swathi Reddy, 1987년 4월 9일 ~ )는 인도의 배우, 사회자, 가수, 성우이다.